# Comuna Oleksiivșciîna, Kozeleț
Oleksiivșciîna (în ucraineană Олексіївщина) este o comună în raionul Kozeleț, regiunea Cernihiv, Ucraina, formată din satele Harbuzîn, Ierkiv, Jerebețke, Oleksiivșciîna (reședința), Topoli și Zakrevske.

## Demografie
Componența lingvistică a comunei Oleksiivșciîna
     Ucraineană (98,78%)
     Rusă (1,22%)
Conform recensământului din 2001, majoritatea populației comunei Oleksiivșciîna era vorbitoare de ucraineană (98,78%), existând în minoritate și vorbitori de rusă (1,22%).